# Алексієвка (Богородський міський округ)
Алексі́євка (рос. Алексеевка) — присілок у складі Богородського міського округу Московської області, Росія.

## Населення
Населення — 22 особи (2010; 4 у 2002).
Національний склад (станом на 2002 рік):
- росіяни — 75 %